# José Avelino Canongia

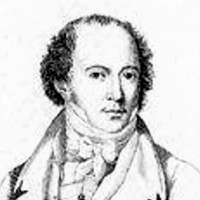
José Avelino Canongia.

José Avelino Canongia (Oeiras, 10 de novembro de 1784 - 14 de julho de 1842) foi um clarinetista e compositor português, considerado um dos maiores virtuosos instrumentistas da primeira metade do século XIX. Foi professor de instrumentos de palheta no Conservatório de Música de Lisboa, desde a sua fundação, e solista do Real Teatro de S. Carlos.

## Vida
José Avelino Canongia nasceu na vila de Oeiras em 10 de novembro de 1784, filho de Ignacio Canongia (natural de Málaga, Andaluzia) e de Maria Joaquina Morino. Depois da decadência do negócio, a família mudou-se para Lisboa, à procura de melhores conduções de vida. Juntamente com o irmão mais velho, Canongia aprendeu as bases musicais com o pai (músico amador) e teve as primeiras lições de clarinete com João António Wisse e desde muito novo que ocupou um lugar na Orquestra do Teatro Salitre e como mestre de banda militar.
Em 1806 (com 22 anos) foi para Paris e depois Nantes, onde desenvolveu a sua atividade artística e a sua formação musical. Aí, acabou por escrever a opereta Les deux Julies. Foi nesta época que enveredou uma vasta digressão: Inglaterra (em 1814), em Portugal (em 1815 e 1816), várias cidades de Espanha, sul de França, Piemonte, Milanez e outros estados da Italia, Suíça, Austria, Prússia e novamente Paris (em 1820, onde fez parte dos "Concerts Spirituelles").
Regressou a Portugal em 1821, por altura das Revoltas Liberais, sendo o seu regresso anunciado no Diário do Governo publicitando um concerto a acontecer em 5 de dezembro no Teatro de S. Carlos, com obras da sua autoria. Pouco depois desse concerto, Canongia foi nomeado músico da Real Câmara e para a Orquestra de S. Carlos. Com a reforma do ensino no Seminário da Patriarcal de 1824, foi introduzido o ensino de instrumentos de palheta, sendo essas aulas ministradas por Canongia. Escreveu então a sua obra Introduction et Thême Varie pour la Clarinette avec accomp. d'Orchestre ou de Quatuor, dedicando-a ao "benfeitor e amigo" Barão de Quintela, futuro 1º Conde do Farrobo. Logo de segunda, escreveu o 1º Concerto para clarinete e orquestra, que revela influência de outras obras para esse instrumento da primeira metade do século XIX, em especial os concertos do alemão Carl Maria von Weber.
Com o triunfo liberal e o regresso de D. Pedro IV a Lisboa (sendo o monarca também clarinetista), Canongia recebeu de imediato a sua proteção; a ele foi dedicado o 2º Concerto. Talvez reflexo da vivência musical lisboeta contemporânea, esta obra revela mais marcadamente a influência italiana e operática. Aquando da extinção do Seminário da Patriarcal e transição do ensino de música para o Conservatório de Música da Casa Pia, levado a cabo por João Domingos Bomtempo, Canongia manteve o seu cargo de professor de instrumentos de palheta. Depois desta época, escreveu a Air Varié para clarinete e orquestra, dedicando-a a D. Maria II (1834). Depois de 1836, publicou o 3º Concerto para clarinete e orquestra, dedicando-o a D. Fernando e ainda o 4º Concerto para clarinete e orquestra, novamente dedicado a D. Maria II.

#### Receção
Canongia foi muito aclamado pelo público português, sendo lembrado pela suavidade do seu som clarinetistico. O compositor Coppola incluiu na ópera «A filha do Espadeiro» (1841) na principal ária de soprano, um solo de clarinete feito expressamente para Canongia.  As suas obras, por sua vez, foram escritas à maneira dos seus mestres italianos. Transparece a destreza e o brilho do solista, ficando a orquestra em segundo plano: a harmonia é elementar e a orquestração pouco desenvolvida, como é, aliás, característico de muitas obras concertísticas.

#### Fim de vida e legado
Canongia sucumbiu em 14 de julho de 1842 (um mês antes de Bomtempo), com 57 anos. Através do seu testamento, deixou um exemplar das suas obras ao discípulo Manuel Ignacio de Carvalho (que foi 2º clarinete no S. Carlos durante vários anos), tendo-se perdido esses manuscritos: contudo, o Conservatório de Lisboa manteve exemplares das versões impressas. Como professor, deixou poucos discípulos: tinha ainda a fama de ser violento de caráter e pouco apto para o ensino.

## Obras
- Les deux Julies (c. 1806)
- Introduction et Thême Varie pour la Clarinette (1824)
- 1º Concerto para clarinete e orquestra (década de 1820)
- 2º Concerto para clarinete e orquestra
- Air Varié para clarinete e orquestra (1834)
- 3º Concerto para clarinete e orquestra
- 4º Concerto para clarinete e orquestra